# Nødhjælpens ungdom
Folkekirkens Nødhjælps Ungdom er en ungdomsorganisation til Folkekirkens Nødhjælp som består af unge fra ungdomsuddannelser op til 30 år. 
NU støtter Folkekirkens Nødhjælps arbejde ved forskellige projekter rundt i hele landet. NU stræber mod at påvirke den danske befolkning og politikerne til at opprioritere hjælpen til verdens fattigste – og ikke mindst tage stilling til udviklingsproblematikken. Organisationens indsamlede midler går ubeskåret til Folkekirkens Nødhjælps arbejde. 
Organisationen har 4 primære projekter, men har mange aktiviteter i løbet af året.

## Projekter

### NØDbold
Streetfodboldtuneringer der afholdes over hele landet hvor hvert hold finder en sponsor der betaler pr mål eller pr spillet kamp, alle pengene går til Folkekirkens Nødhjælps projekter. 

### Nødhjælpsbar
Unge fra NU kommer ud med nødhjælps-tema til fredagsbarer på universiteter og videregående uddannelser, og fredagsbaren donerer til gengæld 
aftenens overskud til verdens fattigste.

### Rent Vand Koster
På forskellige caféer i Danmark står der en kande vand, men en indsamlingsdåse ved siden af. Caféen står for at fylde kanden op med isvand når den er tom, og Nødhjælpens Ungdom står for at tømme indsamlingsdåsen. 

## Policy
Hvert år på landsmødet vælger Nødhjælpens Ungdom et tema som de vil fokusere på og lave kampanger over det næste år.
Marts 2011-2012: Billig:bistand. En kampagne om hvordan stadig flere af de ca. 15 mia., vi giver i ulandsbistand, bruges hvor de ikke skaber udvikling for verdens fattigste, som for eksempel på modtagelse af flygtninge i Danmark, på COP15 mødet i København og på dansk sikkerhedspolitik i Afghanistan.
Marts 2012-2013: Palæstina - Ansigt til Ansigt: Trods Israel/Palæstina-konflikten har en kompleks historie, var kampagnens formål at danske unge må forholde sig til, og reagere på det, der sker i Palæstina i dag. Målet med kampagnen Palæstina Ansigt til Ansigt var, at  menneskerettighederne også overholdes for palæstinenserne.
Marts 2013-2015: SPILD! Kampagnen vil inddrage unge i konsekvenser af madspild herunder kan der lægges fokus på udvikling af fødevarepriser, opkøb af småbønders jord, og brug af naturalier i produktionssammenhænge. Kampagnen sætter fokus på den nuværende udvikling er alt andet end bæredygtig, og Nødhjælpens Ungdom ønsker at påvirke unge danskere til at blive bevidste om deres globale ansvar.

## Tidligere formænd
oktober 2010 - oktober 2012: Maria Schougaard Berntsen
oktober 2012 - april 2014: Louise Marie Lunn Haubro
april 2014 -september 2015: Thomas Thiim Jørgensen
september 2015-2016: Anders Palstrøm
september 2016-2018: Amalie Cordes
september 2018-2019: Camilla Bøgelund
september 2019-2021: Lærke Elmig
september 2021-2022: Ida Skovbo Steenberg
september 2022-: Nea Anna Andersen